# 야외 소동
《야외 소동》(영어: The Great Outdoors)은 미국에서 제작된 하워드 도이치 감독의 1988년 코미디 영화이다. 댄 애크로이드, 존 캔디, 스테퍼니 패러시, 애넷 베닝 등이 출연하였고, 존 휴스 등이 제작에 참여하였다.
댄 애크로이드, 존 캔디, 크리스 영은 몇 달 앞서 개봉한 존 휴스의 《결혼의 조건》에도 동일한 배역으로 출연하였다.

## 줄거리
야외 활동을 즐기는 시카고 사람 쳇은 여름 주말을 맞아 위스콘신주 호숫가 오두막을 빌리고 아내 코니, 아들 둘을 데려온다. 쳇은 이곳에서 낚시를 하고 아내와 좋은 시간도 보낼 기대감에 부풀어있다. 그러나 코니의 여동생 케이티와 늘 부자임을 자랑하는 거만한 투자 중개인 남편 로먼이 쌍둥이 딸을 데리고 아무런 예고 없이 들이닥친다.

## 출연
- 댄 애크로이드 - 로먼 크레이그 역
- 존 캔디 - 체스터 "쳇" 리플리 역
- 스테퍼니 패러시 - 코니 리플리 역
- 애넷 베닝 - 케이트 "케이티" 크레이그 역
- 크리스 영 - 버클리 "벅" 리플리 역
- 로버트 프로스키 - 월리 역
- 이언 지어티 - 벤저민 "베니" 리플리 역
- 힐러리 고든 - 캐라 크레이그 역
- 존 블룸 - 짐보 역
- 루이스 아켓 - 험 역

## 기타 제작진
- 협력 제작: 스티븐 림, 엘리나 스피오타
- 미술: 존 W. 코소
- 의상: 매릴린 밴스